# Europapokal der Pokalsieger 1977/78
Der Europapokal der Pokalsieger 1977/78 war die 18. Ausspielung des Wettbewerbs der europäischen Fußball-Pokalsieger. 33 Klubmannschaften aus 32 Ländern nahmen teil, darunter Titelverteidiger Hamburger SV, 24 nationale Pokalsieger und acht unterlegene Pokalfinalisten (1. FC Lokomotive Leipzig, RSC Anderlecht, Lokomotive Sofia, Paok Saloniki, ÍA Akranes, Glasgow Rangers, Beşiktaş Istanbul und Cardiff City). Cardiff City nahm als Pokalfinalist teil, da der Sieger des Waliser Pokals 1976/77 mit Shrewsbury Town eine Mannschaft aus der englischen Grenzregion war. Albanien stellte erneut keine Mannschaft.
Aus Deutschland waren Titelverteidiger Hamburger SV und DFB-Pokalsieger 1. FC Köln, aus der DDR FDGB-Pokalfinalist 1. FC Lokomotive Leipzig, aus Österreich ÖFB-Cupsieger FK Austria Wien und aus der Schweiz Cupsieger BSC Young Boys am Start.
Zum dritten Mal in Folge erreichte der RSC Anderlecht das Finale. Durch einen klaren Endspiel-Erfolg über Austria Wien errangen die Belgier den zweiten Triumph nach 1976.
Torschützenkönige wurden gemeinsam der Niederländer Ab Gritter vom FC Twente Enschede, der Deutsche Ferdinand Keller vom Hamburger SV und der Belgier François Van der Elst vom RSC Anderlecht mit jeweils 6 Toren.

## Modus
Die Teilnehmer spielten wie gehabt im reinen Pokalmodus mit Hin- und Rückspielen den Sieger aus. Gab es nach beiden Partien Torgleichstand, entschied die Anzahl der auswärts erzielten Tore (Auswärtstorregel). War auch deren Anzahl gleich fand im Rückspiel eine Verlängerung statt, in der auch die Auswärtstorregel galt. Herrschte nach Ende der Verlängerung immer noch Gleichstand, wurde ein Elfmeterschießen durchgeführt. Das Finale wurde in einem Spiel auf neutralem Platz entschieden. Bei unentschiedenem Spielstand nach Verlängerung wäre der Sieger ebenfalls in einem Elfmeterschießen ermittelt worden.

## Vorrunde
Das Hinspiel fand am 17. August, das Rückspiel am 31. August 1977 statt.
|                 | Gesamt |                | Hinspiel | Rückspiel |
| --------------- | ------ | -------------- | -------- | --------- |
| Glasgow Rangers | 3:2    | BSC Young Boys | 1:0      | 2:2       |

## 1. Runde
Die Hinspiele fanden vom 13. bis 17.  September, die Rückspiele am 28./29. September 1977 statt.
|                       | Gesamt    |                          | Hinspiel | Rückspiel |
| --------------------- | --------- | ------------------------ | -------- | --------- |
| Lokomotive Sofia      | 1:8       | RSC Anderlecht           | 1:6      | 0:2       |
| Beşiktaş Istanbul     | 2:5       | Diósgyőri VTK Miskolc    | 2:0      | 0:5       |
| PAOK Saloniki         | 4:0       | Zagłębie Sosnowiec       | 2:0      | 2:0       |
| Glasgow Rangers       | 0:3       | FC Twente Enschede       | 0:0      | 0:3       |
| 1. FC Köln            | 2:3       | FC Porto                 | 2:2      | 0:1       |
| Hamburger SV          | 13:30     | Lahden Reipas            | 8:1      | 5:2       |
| Dundalk FC            | 1:4       | Hajduk Split             | 1:0      | 0:4       |
| Betis Sevilla         | 3:2       | AC Mailand               | 2:0      | 1:2       |
| Coleraine FC          | 3:6       | 1. FC Lokomotive Leipzig | 1:4      | 2:2       |
| FC Progrès Niederkorn | 00:10     | Vejle BK                 | 0:1      | 0:9       |
| Brann Bergen          | 5:0       | ÍA Akranes               | 1:0      | 4:0       |
| Cardiff City          | 0:1       | FK Austria Wien          | 0:0      | 0:1       |
| Lokomotíva Košice     | (a)2:2(a) | Östers IF                | 0:0      | 2:2       |
| AS Saint-Étienne      | 1:3       | Manchester United        | 1:1      | 0:2       |
| Olympiakos Nikosia    | 1:8       | CS Universitatea Craiova | 1:6      | 0:2       |
| FC Valletta           | 0:7       | Dynamo Moskau            | 0:2      | 0:5       |

## 2. Runde
Die Hinspiele fanden am 19. Oktober, die Rückspiele am 2. November 1977 statt.
|                          | Gesamt          |                          | Hinspiel | Rückspiel |
| ------------------------ | --------------- | ------------------------ | -------- | --------- |
| FK Austria Wien          | (a)1:1(a)       | Lokomotíva Košice        | 0:0      | 1:1       |
| Hamburger SV             | 2:3             | RSC Anderlecht           | 1:2      | 1:1       |
| Dynamo Moskau            | 2:2 (3:0 i. E.) | CS Universitatea Craiova | 2:0      | 0:2 n. V. |
| Diósgyőri VTK Miskolc    | 3:3 (3:4 i. E.) | Hajduk Split             | 2:1      | 1:2 n. V. |
| 1. FC Lokomotive Leipzig | 2:3             | Betis Sevilla            | 1:1      | 1:2       |
| Vejle BK                 | 4:2             | PAOK Saloniki            | 3:0      | 1:2       |
| FC Twente Enschede       | 4:1             | Brann Bergen             | 2:0      | 2:1       |
| FC Porto                 | 6:5             | Manchester United        | 4:0      | 2:5       |

## Viertelfinale
Die Hinspiele fanden am 1./2. März, die Rückspiele am 15. März 1978 statt.
|                 | Gesamt          |                    | Hinspiel | Rückspiel |
| --------------- | --------------- | ------------------ | -------- | --------- |
| Vejle BK        | 0:7             | FC Twente Enschede | 0:3      | 0:4       |
| FK Austria Wien | 2:2 (3:0 i. E.) | Hajduk Split       | 1:1      | 1:1 n. V. |
| Betis Sevilla   | 0:3             | Dynamo Moskau      | 0:0      | 0:3       |
| FC Porto        | 1:3             | RSC Anderlecht     | 1:0      | 0:3       |

## Halbfinale
Die Hinspiele fanden am 29. März, die Rückspiele am 12. April 1978 statt.
|                    | Gesamt          |                 | Hinspiel | Rückspiel |
| ------------------ | --------------- | --------------- | -------- | --------- |
| Dynamo Moskau      | 3:3 (4:5 i. E.) | FK Austria Wien | 2:1      | 1:2 n. V. |
| FC Twente Enschede | 0:3             | RSC Anderlecht  | 0:1      | 0:2       |

## Finale
| RSC Anderlecht                                   | RSC Anderlecht | FK Austria Wien | FK Austria Wien | Aufstellung                                      |
| ------------------------------------------------ | --- | --- | --------------- | ------------------------------------------------ |
| RSC Anderlecht                                   | \| 3. Mai 1978 in Paris (Parc des Princes) \| \| Ergebnis: 4:0 (3:0) \| \| Zuschauer: 48.679 \| \| Schiedsrichter: Heinz Aldinger ( BR Deutschland) \|                                                                         | \| 3. Mai 1978 in Paris (Parc des Princes) \| \| Ergebnis: 4:0 (3:0) \| \| Zuschauer: 48.679 \| \| Schiedsrichter: Heinz Aldinger ( BR Deutschland) \| | FK Austria Wien | Aufstellung RSC Anderlecht gegen FK Austria Wien |
| RSC Anderlecht                                   | Nico de Bree – Hugo Broos – Gilbert Van Binst, Johnny Dusbaba, Jean Thissen – Arie Haan, Ludo Coeck, Franky Vercauteren (87. Jean Dockx) – Benny Nielsen, François Van der Elst, Rob Rensenbrink Cheftrainer: Raymond Goethals | Hubert Baumgartner – Erich Obermayer – Robert Sara , Josef Sara, Ernst Baumeister – Herbert Prohaska, Karl Daxbacher (60. Alberto Martínez), Felix Gasselich – Thomas Parits, Johann Pirkner, Julio Morales (74. Friedrich Drazan) Cheftrainer: Hermann Stessl | FK Austria Wien | Aufstellung RSC Anderlecht gegen FK Austria Wien |
| RSC Anderlecht                                   | 1:0 Rob Rensenbrink (13.) 2:0 Rob Rensenbrink (44.) 3:0 Gilbert Van Binst (45.) 4:0 Gilbert Van Binst (82.) | | FK Austria Wien | Aufstellung RSC Anderlecht gegen FK Austria Wien |
| RSC Anderlecht                                   | Jean Thissen | Josef Sara | FK Austria Wien | Aufstellung RSC Anderlecht gegen FK Austria Wien |
| 3. Mai 1978 in Paris (Parc des Princes)          | | |                 |                                                  |
| Ergebnis: 4:0 (3:0)                              | | |                 |                                                  |
| Zuschauer: 48.679                                | | |                 |                                                  |
| Schiedsrichter: Heinz Aldinger ( BR Deutschland) | | |                 |                                                  |